# Heimwee
Heimwee, van heim (archaïsch woord voor woonplaats, huis) en wee (archaïsch woord voor pijn) is het pijnlijke gemis van thuis, het gevoel van verlangen naar huis, of algemener gezegd, naar de geborgenheid en de zekerheden van het bekende. Het speelt vooral als men op een onbekende plek is, bijvoorbeeld op vakantie. Ook na een verhuizing, zeker als men hierbij een geliefde omgeving verlaat, kan men heimwee naar het oude huis krijgen.
De mate van heimwee kan variëren van zwak tot zeer sterk. Het komt vaker voor en is vaak ernstiger als men alleen op reis is of iets vervelends meemaakt. Het gevoel van heimwee heeft sterke overeenkomsten met melancholie, maar bij melancholie gaat het om een verlangen naar situaties uit het verleden.
Heimwee is vaak een onderwerp in de literatuur, bijvoorbeeld in Daniel Defoes Robinson Crusoe.

## Fernweh
Heimwee is een Duits leenwoord. Het Duits kent ook een woord voor het tegenovergestelde: Fernweh, wat staat voor het verlangen naar onbekende situaties. Dit woord is echter niet doorgedrongen in het Nederlands.
Het woord fernweh wordt ook wel gebruikt om de tegenzin aan te duiden die gepaard kan gaan met terug moeten keren naar huis. Dit wordt vooral ervaren door terugkerende expatriates en andere groepen die langere tijd in het buitenland of ver van huis hebben verbleven, en staat bekend als de terugkeerschok.